# Organizzazione socialrivoluzionaria panrussa
L'Organizzazione socialrivoluzionaria panrussa, in russo Всероссийская социально-революционная организация?, fu un gruppo rivoluzionario populista, formato a Zurigo nel 1874, che dai primi mesi del 1875 ebbe il suo centro a Mosca. Svolse la sua propaganda tra gli operai di Mosca, di Tula, di Kiev e di Odessa, incitando alla ribellione contro l'autocrazia. L'organizzazione fu dissolta dalla polizia nell'autunno del 1875.

## Le origini

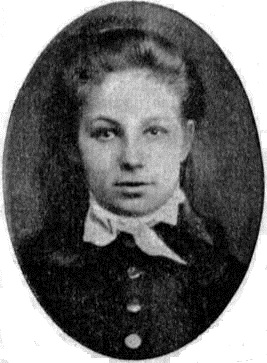
Varvara Aleksandrova

Con la scomparsa dei čajkovcy e la fine dell'«andata nel popolo», l'iniziativa per la creazione di nuovi movimenti rivoluzionari fu assunta negli ambienti dell'emigrazione russa, concentrata in Svizzera. Numerosi studenti provenienti dalle regioni del Caucaso si riunirono nel 1874 a Ginevra per dibattere sui contenuti che un'organizzazione di rivoluzionari georgiani e armeni avrebbe dovuto far propri. Mentre la maggioranza si espresse a favore di un movimento esclusivamente nazionale, una minoranza di loro sostenne la necessità di unire le loro rivendicazioni con quelle dei rivoluzionari russi.
Dopo quella conferenza, i georgiani Michail Nikolaevič Čekoidze, Aleksandr Konstantinovič Cicianov e Ivan Spiridonovič Džabadari stabilirono a Zurigo un accordo con un gruppo di ragazze russe, Varvara Aleksandrova, futura moglie di Mark Natanson, Sof'ja Bardina, Evgenija e Marija Subbotina, Vera e Ol'ga Ljubatovič, Lidija e Vera Figner, Dora Aptekman e Berta Kaminskaja. Racconta Džabadari che «erano tutte ragazze vestite in modo semplice ed elegante, che attiravano involontariamente gli sguardi. Alcune erano così ritrose, che quando si rivolgeva loro la parola abbassavano gli occhi. Spiravano un'aria di campagna [...] e in realtà erano una famiglia, non per il sangue, ma perché erano compagne».
Nacque così l'Organizzazione socialrivoluzionaria panrussa. Quelle ragazze conoscevano Proudhon e il Voyage en Icarie di Cabet, ma per loro «non esisteva la parola utopia». Leggevano Lassalle e Bakunin, e il programma di quest'ultimo, che faceva «appello alla distruzione impavida e implacabile di ogni struttura dello Stato», pareva loro il più convincente. E poiché in Russia non vi erano elezioni né Parlamento, ma esistevano le comunità contadine, gli arteli e l'obščina, questa doveva essere «il prototipo e insieme il germe d'una giusta, futura organizzazione della società».
Praticavano, nella loro condotta personale, un rigore che sfiorava l'ascetismo. Quando si trattò di elaborare lo statuto dell'organizzazione insieme con i georgiani, le donne proposero d'includervi la rinuncia al matrimonio, ma quel punto non fu accettato. A Vera Figner «il socialismo militante che prometteva ai lavoratori e agli oppressi la vera libertà, l'eguaglianza e la fratellanza» sembrò un nuovo vangelo, e l'idea della «santità dell'ascetismo e del sacrificio» la portò alla nuova dottrina e alla militanza rivoluzionaria, concepita come una «missione veramente apostolica».
Nello statuto chiamarono «comunità» il loro gruppo. Ogni aderente doveva mettere in comune i propri beni, in modo che fra di loro vi fosse la massima eguaglianza, e dedicare ogni suo impegno all'Organizzazione, nella quale fu fissato un centro definito «amministrazione», per evitare ogni riferimento a strutture gerarchiche. Dell'amministrazione avrebbero fatto parte, a turno mensile, tutti i membri dell'organizzazione, senza elezioni ma con il consenso di tutti, scegliendo ogni volta un gruppo di elementi sia operai, sia provenienti dall'intelligencija.

## L'attività

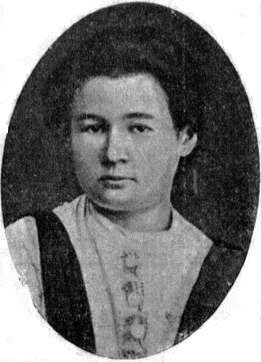
Sof'ja Bardina

La loro attività si concentrò nella propaganda e nell'agitazione tra gli operai. Ciascun membro era libero di operare come meglio credeva, presentandosi a proprio nome e cercando di convincere gli operai con la conversazione e la lettura, proponendo la creazione di casse di mutuo soccorso fino alla formazione di nuovi gruppi organizzati, che a quel punto dovevano essere riconosciuti dall'Organizzazione. L'agitazione consisteva nello «spingere le persone o i gruppi direttamente a un'attività rivoluzionaria». Il materiale di propaganda utilizzato era composto dagli articoli del «Kolokol» di Herzen, del «Vperëd» di Lavrov e del «Rabotnik» di Z. K. Ralli, dagli scritti di Černyševskij e di Bakunin, dagli opuscoli stampati dai čajkovcy, dalla Guerra civile in Francia di Marx, tradotta in russo a Zurigo nel dicembre del 1871.
Il centro dell'organizzazione si fissò a Mosca. Le ragazze, presentandosi con falsi documenti d'identità, cercarono di farsi assumere nelle fabbriche per svolgervi meglio la loro attività di propaganda. Iniziative analoghe vennero prese nella regione di Mosca, a Serpuchov, a Tula, a Šuja. Ogni operaio aveva ricevuto dal padrone un libretto nel quale erano elencati i suoi doveri: Berta Kaminskaja lo leggeva ad alta voce, «mostrando agli operai come ognuno di quegli articoli gli portasse un danno e fosse a vantaggio unicamente del padrone». Poi raccontava della condizione degli operai in Europa, «della loro lotta contro lo sfruttamento padronale». Si presentavano dicendo agli operai di essere di origine contadina, e li stupivano per la loro cultura. Intorno a Sof'ja Bardina si raccoglieva un'intera folla quando si metteva a leggeva i libri che portava con sé. Gli operai erano orgogliosi di lei e la domenica, «nelle osterie, si rivolgevano a lei con la preghiera di leggere le gazzette».
Riuscirono a organizzare a Serpuchov uno sciopero che durò due settimane. Gli operai rivendicavano il diritto di non lavorare il sabato sera ed ebbero successo. Dovette intervenire il governatore in persona a garantire il rispetto delle loro rivendicazioni. In un'officina statale di Tula ci furono sabotaggi e ribellioni contro le multe sui salari.
Una pratica illegale così scoperta era destinata a essere repressa in breve tempo. Grazie alla denuncia di un operaio, nell'aprile del 1875 la polizia riuscì a risalire a tutto il gruppo moscovita, e alla fine dell'anno tutta l'Organizzazione socialrivoluzionaria fu smantellata. Cicianov, arrestato il 10 agosto, oppose ai gendarmi una resistenza armata. Era la prima volta che avveniva un fatto del genere.

## Il «processo dei 50»

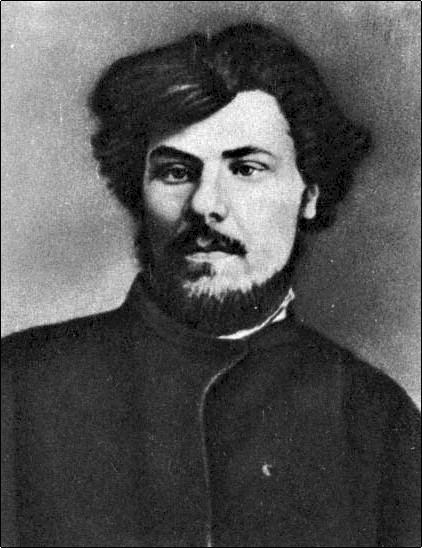
Pëtr Alekseev

Dopo quasi due anni di detenzione, cinquanta imputati - dei quali 16 donne e 14 operai - vennero rinviati a giudizio a San Pietroburgo il 5 marzo 1877 con l'accusa di «partecipazione a società segreta allo scopo di rovesciare l'ordine esistente». Il processo ebbe grande risonanza, anche internazionale. Gli imputati negarono di aver costituito una società segreta ma rivendicarono di fronte ai giudici le proprie convinzioni rivoluzionarie.
La Bardina sottolineò il diritto, riconosciuto in tutto il mondo civile ma non in Russia, di praticare una propaganda pacifica e negò che il comunismo facesse «obbligatoriamente parte» del loro programma. Essi ponevano in primo piano soltanto «il diritto degli operai al completo prodotto del loro lavoro. Come poi disporrà di questo prodotto, se lo trasformerà in proprietà privata o comune, sarà affar suo».
Avrebbero preferito un rivolgimento sociale pacifico ma in certe circostanze - chiariva la Bardina - «la rivoluzione violenta è un male inevitabile». Non intendevano fondare un «qualche regno della classe operaia che a sua volta, abbia a opprimere le altre classi», ma volevano la felicità e l'eguaglianza di tutti.
E concluse: «Io non chiedo misericordia. Io credo che verrà un giorno in cui anche la nostra società sonnolenta e pigra si sveglierà e si vergognerà di aver così a lungo consentito che si uccidessero i propri fratelli, sorelle e figlie a causa della loro fede. Potete perseguitarci con la vostra forza bruta, ma contro la nostra forza morale, contro la forza del progresso storico, contro la forza delle idee le vostre baionette sono inefficaci».
Se il discorso dell'«intellettuale» Bardina mise in luce l'aspetto morale della loro azione, quello dell'operaio Pëtr Alekseev fu tutto politico. Rilevò le differenze tra gli operai russi e quelli europei, che «utilizzano nella lettura dei libri tutti i loro minuti liberi» e parlano «di noi russi come d'un popolo schiavo e semi-selvaggio. E come parlarne altrimenti? Forse che dai noi c'è tempo libero per occuparsi d'una cosa qualsiasi?».
La riforma del 1861 non aveva cambiato nulla, se non far passare i contadini «alle dipendenze del capitalista», che diminuiva sempre i salari e alle richieste degli operai «ci accusano di sciopero e ci deportano in Siberia [...] ci accusano d'organizzare una rivolta e ci costringono col fucile dei soldati a continuare il lavoro». L'operaio poteva confidare solo in se stesso e nei giovani dell'intelligencija «che ci hanno teso fraternamente la mano». Soltanto con l'unione degli operai e dei giovani intellettuali «il giogo del dispotismo, difeso dalle baionette dei soldati, volerà in pezzi».
Le sentenze furono pronunciate il 26 marzo. Vi furono 47 condanne: Sof'ja Bardina ebbe 9 anni di lavori forzati, come Ol'ga Ljubatovič, Alekseev 10 anni, Cicianov 8 anni, sua moglie Aleksandra Chorževskaja 5 anni, come Džabadari, mentre Čekoidze, le sorelle Subbotina, Varvara Aleksandrova, Vera Ljubatovič e Lidija Figner furono esiliate in Siberia. Berta Kaminskaja, avendo dato segni di squilibrio, fu ricoverata in ospedale. Vera Figner non era tra gli imputati, essendo rimasta in Svizzera.